# Osornolobus chiloe
Osornolobus chiloe är en spindelart som beskrevs av Forster och Norman I. Platnick 1985. Osornolobus chiloe ingår i släktet Osornolobus och familjen Orsolobidae. Inga underarter finns listade i Catalogue of Life.